# Fregona (Italia)
Fregona es una localidad y comune italiana de la provincia de Treviso, región de Véneto, con 2.755 habitantes. Es un municipio disperso ya que la cabecera municipal es la aldea de Mezzavilla.

## Geografía Física
El municipio se extiende por las estribaciones al noreste de Vittorio Veneto y por gran parte de la meseta de Cansiglio, incluyendo algunos de los picos circundantes; en concreto, Pizzoc (1565 m) y Millifret (1581 m), el pico más alto del municipio. El resto de las localidades se ubican en una zona montañosa, que rara vez supera los 600-700 m.

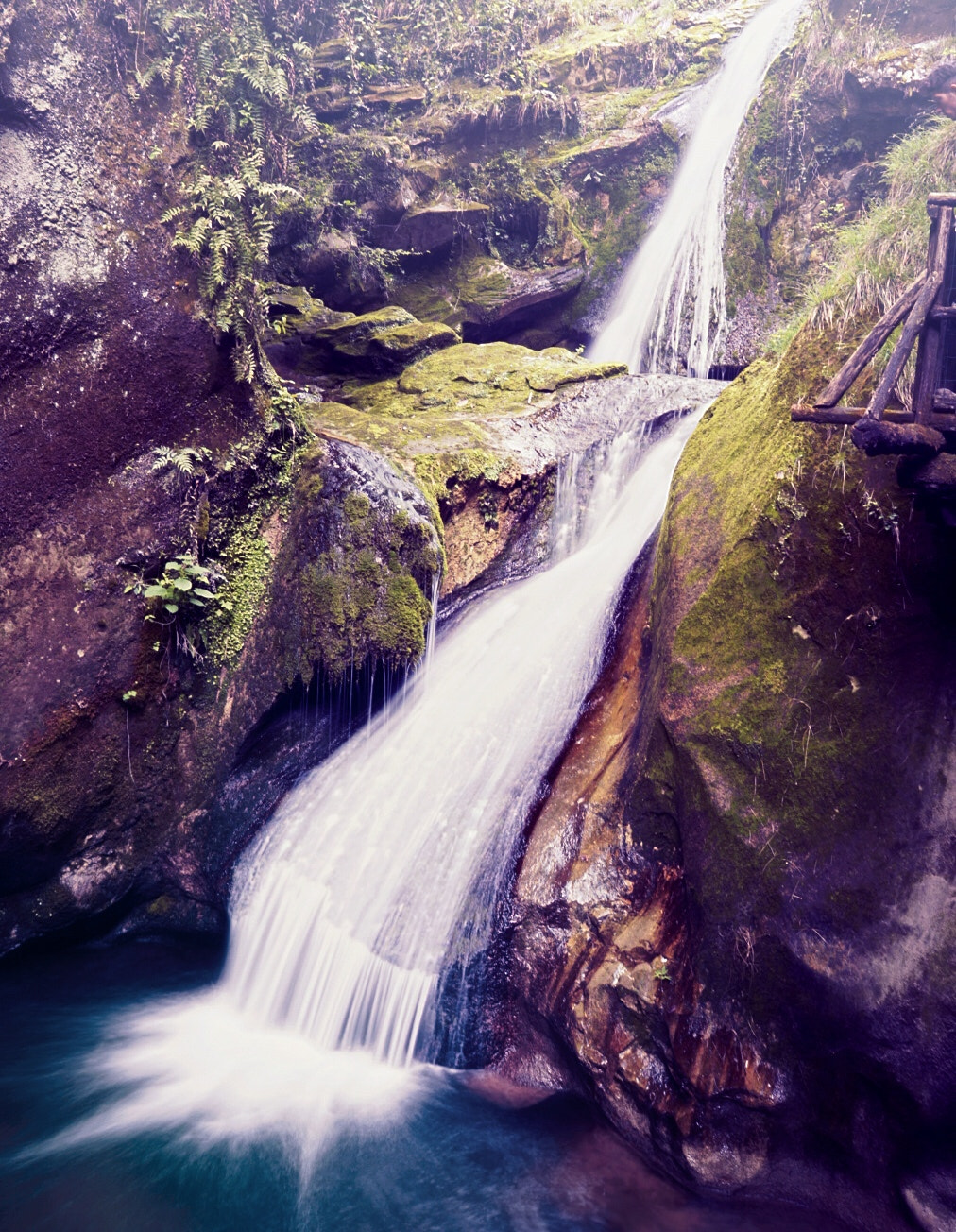
Cascada en las cuevas de Caglieron

La zona es rica en manantiales y cursos de agua, entre los que destaca el arroyo Carron, que nace al pie de Pizzoc y fluye inmediatamente hacia el este. Otros arroyos notables son el Friga, su afluente el Vizza, y el Caglieron con sus cuevas, un fascinante complejo formado por una garganta natural y varias canteras de las que antiguamente se extraía arenisca (conocida localmente como piera dolza). En la parte más profunda del desfiladero se pueden observar grandes concreciones calizas en las paredes, que cierran parcialmente la bóveda y dan al conjunto el aspecto de una cueva. También cabe destacar el lago Madruc, una cuenca artificial creada por Enel hace años con la construcción de una pequeña presa de tierra. situada cerca de Fratte. El lago es conocido por la pesca deportiva, pero también es un destino popular para caminatas, ya que está rodeado de senderos utilizados por excursionistas y ciclistas.

## Historia
El topónimo podría referirse a la presencia de una antigua zona sagrada dedicada a Frigg/Freja, importante deidad germánica de la fertilidad, que se remonta a los siglos de dominación goda y lombarda, cuando poblaciones bárbaras de etnia incierta se asentaron en la zona de Vittoriese, donde también se estableció el Ducado Lombardo de Ceneda. Los hidrónimos Friga y Vizza, así como el orónimo de Monte Pizzoc, parecen confirmar una presencia pasada más que marginal de poblaciones germánicas en la zona, mientras que una veneración limitada pero confirmada de cultos paganos entre estos pueblos también está en la base de la famosa leyenda de Santa Augusta, que narraría que la santa, nacida en Fregona, cerca del Castillo de Piai, era hija de un rey pagano llamado Madruch.
Habiendo pertenecido a los obispos de Belluno, posteriormente pasó al señorío de los condes da Montanara, quienes habían construido una fortaleza en lo que hoy es Monte Castello, en Piai. La familia Montanara se trasladó posteriormente a Camino di Oderzo, adoptando el nombre de Camino.
Tras la muerte de Rizzardo VI da Camino, Fregona siguió la suerte de Serravalle y pasó a manos de la República de Venecia (1337).
Durante la Guerra de la Liga de Cambrai (1509), un grupo de heroicos fregoneses, reclutados por Francesco Forte, liberó Serravalle de las tropas de Maximiliano de Habsburgo. Venecia premió a la ciudad con una carta ducal (un pergamino que aún se conserva en el ayuntamiento) que ofrecía a la comunidad numerosos privilegios, vigentes hasta la caída de la República (1797).

## Monumentos y Lugares de Interés

### Iglesia Parroquial
La iglesia parroquial, dedicada a la Asunción de María, tiene orígenes antiguos, pero fue reconstruida en 1474 y reconsagrada al año siguiente. Entre 1797 y 1820, fue reconstruida en su forma actual y reconsagrada en 1833. Cabe destacar el campanario, construido con bloques de piedra extraídos de canteras locales y finalizado en 1903. También es destacable el órgano, obra de Zuane Limana (1783).
Mencionada por primera vez en una bula papal de 1182, la parroquia tuvo su origen en la parroquia de Sant'Andrea di Bigonzo, de la que se separó antes del año 1000. Abarcaba un territorio mucho mayor que el actual, extendiéndose también hasta la Capilla Mayor (separada en 1494), Montaner (1600), Osigo (1865) y Sonego (1951[9]). Probablemente estaba ubicada originalmente en la pequeña iglesia de San Martino di Mezzavilla, que también tenía su propio cementerio. 

### Villas
A continuación se muestra una lista de villas venecianas en el municipio de Fregona:
- Villa Trojer Lucheschi De Mori Salvador[8] (siglo XVII)
- Casa Fossa[9] (Fratte, siglo XVII)
- Villa Dal Cin Giacomini Zanente Giustiniani[10]  (Osigo, siglo XV)
- Villa Da Cason De Lorenzi Uliana Pizzol[11] (Fratte, siglo XVII)
- Villa Altan Pancetti[12] (Fratte, siglo XVIII)
- Villa Salvador[13](Fratte, siglo XVIII)

## Evolución demográfica
| Gráfica de evolución demográfica de Fregona entre 1861 y 2021 |
|                                                               |
| Fuente ISTAT - elaboración gráfica de Wikipedia               |

### Grupos étnicos y minorías extranjeras
Al 31 de diciembre de 2023, residían en el municipio 141 extranjeros, lo que representa el 5,1 % de la población. La comunidad extranjera más numerosa es la rumana, con el 23,4% de todos los extranjeros presentes en la zona, seguida de los ciudadanos marroquíes y ucranianos.

## Cultura

### Gastronomía
Fregona es conocida por varios productos típicos, especialmente el Torchiato. Este vino generoso, elaborado a partir del secado de diversas uvas autóctonas (Prosecco, Boschera y Verdiso), es ideal para maridar con postres y quesos.
También es destacable la producción de quesos, gestionada principalmente por la cooperativa Agricansiglio, con sede en Fratte. Entre otras, Montasio y Casatella Trevigiana cuentan con la certificación DOP, mientras que Inbriago y Moesin di Fregona (esta última exclusiva del municipio) cuentan con la certificación PAT.
Un desarrollo reciente es la plantación de olivos, un fenómeno que está afectando a todas las zonas de los prealpes de Belluno y Vicenza.

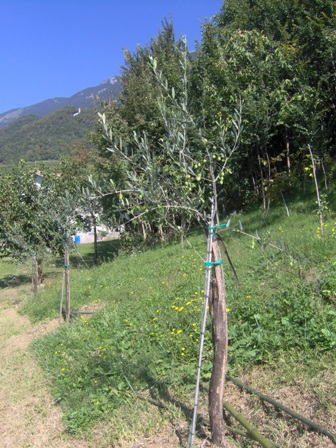
Cultivo de olivos en Osigo di Fregona; al fondo, la colina de San Daniele con la iglesia del mismo nombre.

### Eventos
La Exposición del Torchiato se celebra entre abril y mayo, un escaparate donde los productores pueden degustar y conocer sus productos. Las fiestas populares más importantes del municipio son las de Osigo (Santos Giorgio y Daniele) y Fregona, que se celebran en octubre. La competición de "caretei" en Osigo es particularmente singular: equipos de cuatro jóvenes compiten empujando barriles por la "cal della cesa", una cuesta empinada y estrecha que va desde la plaza hasta la iglesia. Este evento gana popularidad cada año y atrae a un buen número de personas a lo largo de su recorrido.
En 2024, la Pro Loco organizó una exposición dedicada a la emigración en Fregona, titulada "Fregona y la emigración: nuestras historias en el mundo". La exposición se inauguró durante la Exposición Torchiato y posteriormente se celebró en el Molinetto del Caglieron de Fregona.
Otro evento dedicado a los turistas de raíces fue la "Exposición de las Colinas de Torchiato y Conegliano DOCG", celebrada en la Bodega Produttori del Torchiato en mayo. Se organizaron numerosos eventos, incluyendo un enlace en línea con la ciudad de Court Saint-Etienne, donde una delegación de Fregona se encontraba de visita en el marco del programa de hermanamiento.

## Geografía humana

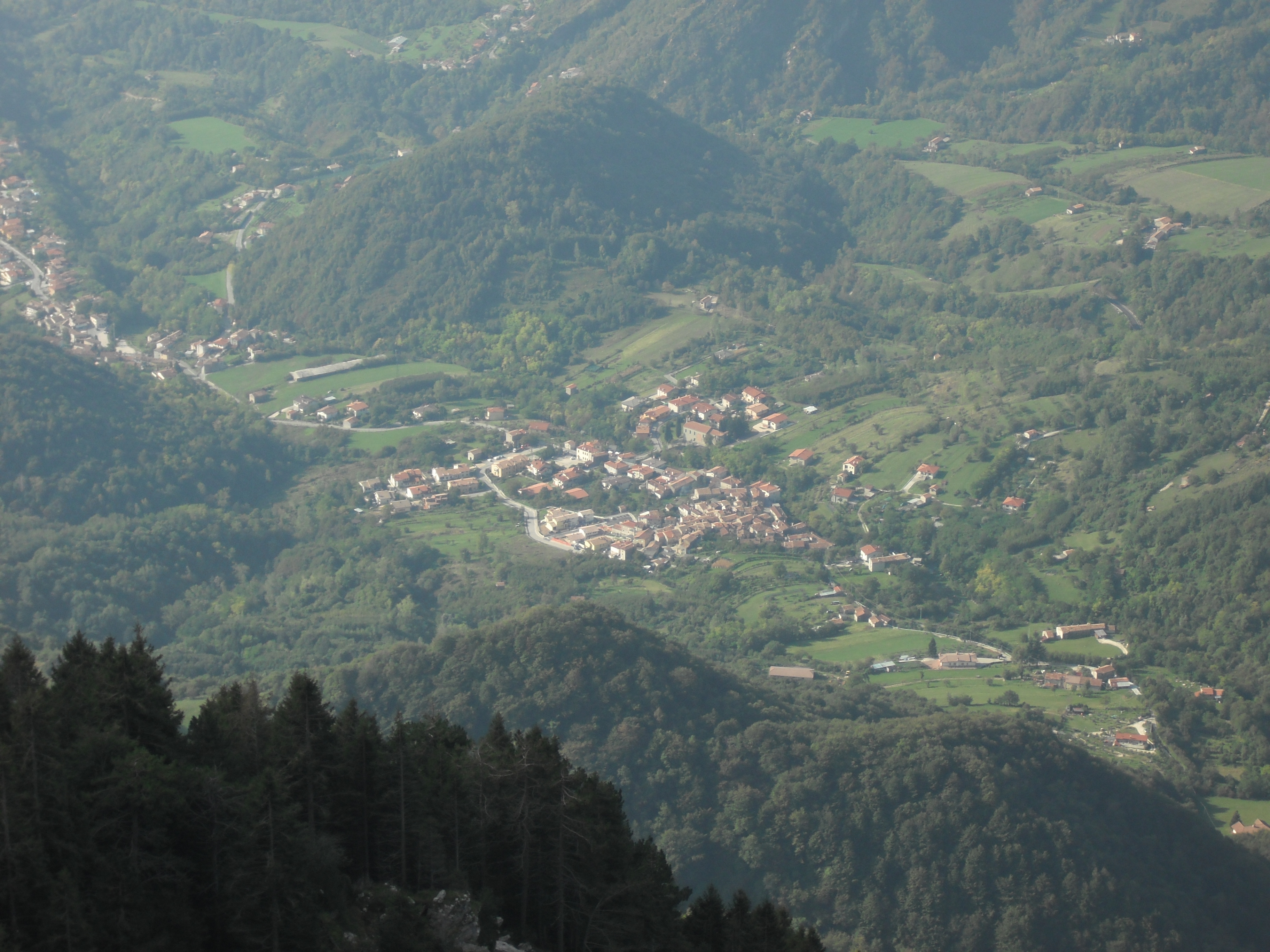
Sonego visto desde el monte Pizzoc

El estatuto municipal no menciona aldeas ni localidades; sin embargo, el municipio se compone de numerosos pueblos y aldeas, el más importante de los cuales es el del mismo nombre (donde se encuentra la parroquia de la Asunción). Hoy en día, también incluye varias localidades más al norte que antaño eran independientes, como Mezzavilla (donde se encuentra el ayuntamiento), Piai (342 m) y Sonego (425 m). Sin embargo, la siguiente localidad aún permanece separada del municipio:
- Fratte (170 m, 228 hab.): el pueblo más meridional, situado justo después de Anzano di Cappella Maggiore. Se desarrolló a lo largo de la actual calle del mismo nombre (SP 422) y a la izquierda del arroyo Carron y cuenta con una modesta zona industrial.
- Piai (342 m): Ubicado justo al norte de Mezzavilla, justo antes de Sonego.
- Sonego (425 m): Otro gran pueblo al norte de Mezzavilla.

## Administración
| Período | Identidad       | Partido      |
| ------- | --------------- | ------------ |
| 2024-   | Giacomo De Luca | lista cívica |

## Ciudades hermanadas
- Court-Saint-Étienne, Belgique
- Seyssel, Francia